# Luka Elsner
Luka Elsner (ur. 2 sierpnia 1982 w Lublanie) – słoweński piłkarz grający na pozycji obrońcy i trener piłkarski.

## Lata młodości i edukacja
Piłkę nożną zaczął trenować w OGC Nice w wieku 8–9 lat. Później zaczął trenować karate, jednak po roku zrezygnował. We francuskim klubie trenował do 15-16 roku życia. Ukończył studia na wydziale sportu uniwersytetu w Lublanie.

## Kariera klubowa
W latach 2000–2004 grał w US Cagnes. W 2004 roku trafił do NK Domžale, a w kwietniu 2009 został zawodnikiem z największą liczbą występów w barwach tego klubu. Na początku 2010 przeszedł do Austrii Kärnten. W sierpniu tegoż roku podpisał roczny kontrakt z Al-Muharraq SC. W styczniu 2011 wrócił do NK Domžale. 31 marca 2012 rozegrał w tym zespole ostatni mecz w karierze.

## Kariera reprezentacyjna
W reprezentacji Słowenii zadebiutował 26 maja 2008 w meczu ze Szwecją.

## Kariera trenerska
W kwietniu 2012 został asystentem Stevana Mojsilovicia w NK Domžale, a w sierpniu 2013 został szkoleniowcem tego klubu. We wrześniu 2016 został trenerem Olimpii Lublana, podpisując trzyletni kontrakt z tym klubem. W marcu 2017 zastąpił go Marijan Pušnik. W czerwcu 2017 został szkoleniowcem Pafos FC, podpisując z tym klubem kontrakt na sezon z możliwością przedłużenia o kolejny. W styczniu 2018 opuścił posadę. W maju 2018 został trenerem Royale Union Saint-Gilloise, podpisując trzyletni kontrakt z możliwością przedłużenia o rok. W czerwcu 2019 podpisał dwuletni kontrakt z Amiens SC z możliwością przedłużenia o kolejny rok. We wrześniu 2020 został zwolniony ze stanowiska. W styczniu 2021 został trenerem KV Kortrijk, a w październiku tegoż roku objął posadę szkoleniowca Standardu Liège. 4 czerwca 2025 został trenerem Cracovii, z którą podpisał dwuletni kontrakt.

## Życie osobiste
Jego dziadek Branko również był trenerem piłkarskim, a ojciec Marko i młodszy brat Rok także byli piłkarzami. Jest żonaty z Iris, z którą ma córkę Ameli. Pod koniec 2010 wydał książkę zatytułowaną „Železna volja”.